# Sydney Schanberg
Sydney Schanberg Hillel (Clinton, 17 gennaio 1934 – Poughkeepsie, 9 luglio 2016) è stato un giornalista e scrittore statunitense.

## Biografia
Corrispondente al fronte durante la guerra del Vietnam, è stato autore del libro La morte e la vita di Dith Pran, pubblicato nel 1980. Il libro ha ispirato il film del 1984 Urla del silenzio (The Killing Fields), raccontando i giorni tragici e folli che vissero le popolazioni della Cambogia dopo l'evacuazione statunitense del 1975.
Nel 1971 e 1974 venne premiato con il George Polk Awards per eccellenza in giornalismo. Fu un corrispondente del The New York Times, specializzato nel riportare gli sviluppi dei vari conflitti militari nel sud-est asiatico. Nel 1976 venne insignito del premio Pulitzer.

## Opere
- The Death and Life of Dith Pran, Penguin, 1980, ISBN 0-14-008457-6
- The Killing Fields: The Facts Behind The Film, Weidenfeld and Nicolson, Londra, 1984
- Beyond the Killing Fields, Potomac Books, 2010, ISBN 978-1-59797-505-6.